# 1962-es labdarúgó-világbajnokság-selejtező (CAF)
Az 1962-es labdarúgó-világbajnokság selejtezőjének CAF-zónájában összesen 4 nemzet versenyzett. A győztes interkontinentális pótselejtezőt játszott az UEFA-térségből érkező ellenféllel.

## Lebonyolítás
- Első forduló: a 6 csapatot 3 darab két tagú csoportba osztották, ahol oda-visszavágós rendszerben, hazai pályán és idegenben és megmérkőztek egymás ellen. A csoportgyőztesek bejutottak a második fordulóba.
- Második forduló: a 3 továbbjutó csapatot egy darab 2 tagú csoportba osztották és oda-visszavágós rendszerben játszották volna egymás ellen. A csoportgyőztes interkontinentális pótselejtezőt játszott az UEFA-térségből érkező ellenféllel, a győztes pedig kijutott az 1962-es világbajnokságra.

## Első forduló

### 1. forduló
Szudán és az  Egyesült Arab Köztársaság visszaléptek és a csoportot törölték.

### 2. csoport
| Hely. | Csapat  | M | Gy | D | V | G+ | G– | Gk | P | Továbbjutás                                                                                                   |  | Marokkó | Tunézia |
| ----- | ------- | - | -- | - | - | -- | -- | -- | - | --- |  | ------- | ------- |
| 1.    | Marokkó | 2 | 1  | 0 | 1 | 3  | 3  | 0  | 2 | Azonos pontszámmal végeztek és rendeztek egy harmadik mérkőzést, a győztes pedig bejutott a második fordulóba |  | —       | 2–1     |
| 2.    | Tunézia | 2 | 1  | 0 | 1 | 3  | 3  | 0  | 2 | Azonos pontszámmal végeztek és rendeztek egy harmadik mérkőzést, a győztes pedig bejutott a második fordulóba |  | 2–1     | —       |

| 1960. október 30. |

| Marokkó                       | 2–1         | Tunézia    |
| ----------------------------- | ----------- | ---------- |
| Halfi 33' Azár 60' (11-esből) | Jegyzőkönyv | Meddeb 43' |

| Stade d'Honneur, Casablanca Nézőszám: 12 360 Játékvezető: Blanco Pérez (spanyol) |

| 1960. november 13. |

| Tunézia                  | 2–1         | Marokkó  |
| ------------------------ | ----------- | -------- |
| Setáli 47' Tlemszáni 60' | Jegyzőkönyv | Sisa 64' |

| Stade Géo André, Tunisz Nézőszám: 10 000 Játékvezető: Erich Steiner (osztrák) |

#### Rájátszás
| 1961. január 22. |

| Marokkó  | 1–1 (h. u.) | Tunézia    |
| -------- | ----------- | ---------- |
| Azár 36' | Jegyzőkönyv | Kerrit 89' |

| Stadio Comunale, Palermo Nézőszám: 8000 Játékvezető: Concetto Lo Bello (olasz) |

### 3. csoport
| Hely. | Csapat  | M | Gy | D | V | G+ | G– | Gk | P | Továbbjutás                  |  | Ghána | Nigéria |
| ----- | ------- | - | -- | - | - | -- | -- | -- | - | ---------------------------- |  | ----- | ------- |
| 1.    | Ghána   | 2 | 1  | 1 | 0 | 6  | 3  | +3 | 3 | Bejutott a második fordulóba |  | —     | 4–1     |
| 2.    | Nigéria | 2 | 0  | 1 | 1 | 3  | 6  | −3 | 1 |                              |  | 2–2   | —       |

| 1960. augusztus 28. |

| Ghána                                      | 4–1         | Nigéria    |
| ------------------------------------------ | ----------- | ---------- |
| Acquah 18' Boateng 44' Fynn 54' Salisu 55' | Jegyzőkönyv | Fayemi 50' |

| Accra Sportközpont, Accra Nézőszám: 40 000 Játékvezető: Arthur Holland (angol) |

| 1960. szeptember 10. |

| Nigéria                           | 2–2         | Ghána          |
| --------------------------------- | ----------- | -------------- |
| Emenako 28' Fayemi 75' (11-esből) | Jegyzőkönyv | Acquah 14' 83' |

| V. György Stadion, Lagos Nézőszám: 12 179 Játékvezető: Kurt Tschenscher (nyugatnémet) |

## Második forduló
| Hely. | Csapat  | M | Gy | D | V | G+ | G– | Gk | P | Továbbjutás                         |  | Marokkó | Ghána |
| ----- | ------- | - | -- | - | - | -- | -- | -- | - | ----------------------------------- |  | ------- | ----- |
| 1.    | Marokkó | 2 | 1  | 1 | 0 | 1  | 0  | +1 | 3 | Bejutott az UEFA–CAF pótselejtezőbe |  | —       | 1–0   |
| 2.    | Ghána   | 2 | 0  | 1 | 1 | 0  | 1  | −1 | 1 |                                     |  | 0–0     | —     |

| 1961. április 2. |

| Ghána | 0–0         | Marokkó |
| ----- | ----------- | ------- |
|       | Jegyzőkönyv |         |

| Accra Sportközpont, Accra Nézőszám: 40 000 Játékvezető: Huszejn Fami (egyiptomi) |

| 1961. május 28. |

| Marokkó   | 1–0         | Ghána |
| --------- | ----------- | ----- |
| Halfi 37' | Jegyzőkönyv |       |

| Stade d'Honneur, Casablanca Nézőszám: 12 000 Játékvezető: Blanco Pérez (spanyol) |

## Interkontinentális pótselejtező

### UEFA/CAF
| Hely. | Csapat        | M | Gy | D | V | G+ | G– | Gk | P | Továbbjutás                          |  | Spanyolország | Marokkó |
| ----- | ------------- | - | -- | - | - | -- | -- | -- | - | ------------------------------------ |  | ------------- | ------- |
| 1.    | Spanyolország | 2 | 2  | 0 | 0 | 4  | 2  | +2 | 4 | Kijutott az 1962-es világbajnokságra |  | —             | 3–2     |
| 2.    | Marokkó       | 2 | 0  | 0 | 2 | 2  | 4  | −2 | 0 |                                      |  | 0–1           | —       |